# Xylotrechus anguliferus
Xylotrechus anguliferus är en skalbaggsart som beskrevs av Karl Jordan 1894.
Xylotrechus anguliferus ingår i släktet Xylotrechus och familjen långhorningar. Artens utbredningsområde är Sierra Leone. Inga underarter finns listade i Catalogue of Life.